# Пятикнижие
Пятикни́жие (греч. πεντάτευχος, дословно — «пятикнижие», от πέντε, дословно — «пять» и τεῦχος, дословно — «список, книга») — христианское название пяти первых книг Ветхого Завета (Бытие, Исход, Левит, Числа, Второзаконие), которые содержат так называемый Моисеев закон. В иудейской традиции те же книги именуются Тора.

## Структура
Согласно библейской критике, Пятикнижие было составлено из текстов, написанных разными авторами в разное время. О «пяти книгах Торы» упоминается в трактате Мегила Иерусалимского Талмуда (IV век н. э.). Помимо чисто технических соображений (например, уменьшение размеров свитков для более удобного чтения), подобное деление обусловлено структурой самого текста:
1. Книга Бытия повествует о сотворении мира и образовании евреев в качестве семьи.
2. Книга Исход имеет пролог и эпилог[3], отделяющие её от других книг, и рассказывает об исходе из Египта, даровании Торы на горе Синай и строительстве скинии, то есть оформлении сынов Израиля в качестве еврейского народа.
3. Книга Левит посвящена в основном священническому законодательству и храмовой службе.
4. Книга Чисел повествует о скитаниях евреев по пустыне после исхода из Египта.
5. Второзаконие представляет собой предсмертную речь Моисея, в которой он повторяет содержание других книг.

### Книги Пятикнижия
| Иврит  | Транскрипция | Перевод   | Русский      | Ц.-слав.     | Латынь        | Древнегреческий | Арабский |
| ------ | ------------ | --------- | ------------ | ------------ | ------------- | --------------- | -------- |
| בְּרֵאשִׁית | Бе-решит     | В начале  | Бытие        | Бытїѐ        | Genesis       | Γένεσις         | التكوين  |
| שְׁמוֹת   | Шмот         | Имена     | Исход        | Исхо́дъ       | Exodus        | Ἔξοδος          | الخروج   |
| וַיִּקְרָא  | Ва-икра      | И воззвал | Левит        | Левíтъ       | Leviticus     | Λευιτικόν       | اللاويين |
| בְּמִדְבַּר  | Бе-мидбар    | В пустыне | Числа        | Чи́сла        | Numeri        | Ἀριθμοί         | العدد    |
| דְּבָרִים  | Дварим       | Слова     | Второзаконие | Второзако́нїе | Deuteronomium | Δευτερονόμιον   | التثنية  |

### Содержание
- Книга Бытие — первая книга Ветхого Завета и всей Библии. В книге Бытие описывается сотворение мира и всего живого, а также сотворение первых людей — Адама и Евы, первый грех (грехопадение), изгнание из эдемского сада (см. также Адам и Ева). История Каина и Авеля. Далее в хронологическом порядке следует описание поколений до Ноя. Описание Всемирного потопа. Жизнь патриархов (праотцов и праматерей будущего еврейского народа) — Авраама, его сына Исаака и Иакова. Творец даёт им обещание благословить их потомство на вечные времена, а также даровать им землю Ханаана «…так долго, как долго существуют небеса над землёй»[4]. В конце книги описываются все двенадцать колен Израиля, жизнь Иосифа в Египте и завершается переселением семьи Иакова в Египет и смертью Иакова.
- Книга Исход — история исхода народа Израиля из Египта под руководством Моисея. В книге описаны: духовный путь Моисея, десять казней египетских и сам исход[5]. Далее следует описание дарования Торы еврейскому народу на горе Синай. Моисей получает от Творца скрижали завета с десятью заповедями[6]. Во время пребывания Моисея на горе Синай сыны Израиля создали золотого тельца, вследствие чего, первые скрижали были разбиты. После того, как весь народ раскаялся в содеянном, Всевышним было даровано народу прощение, и Моисей снова поднимается на гору Синай для получения новых скрижалей. Вторые скрижали завета были получены в день десятого тишрея, который получил название Дня Искупления. Также в книге подробно описано устройство скинии завета[7].
- Книга Левит — посвящена в основном священническому законодательству и храмовой службе[8]. Далее следуют законы духовной чистоты и нечистоты[9], в том числе законы кашрута, Дня Искупления[10].
- Книга Чисел — посвящена сорокалетнему странствованию евреев по пустыне до вступления в Землю обетованную, от начала второго месяца второго года до одиннадцатого месяца сорокового года[11]. Далее сыны Израиля выходят из пустыни и направляются в обход царств Моава и Эдома в Землю обетованную. Затем описывается противостояние Израиля Балаку, правителю Моава, и пророку Валааму, грехопадение колена Симона[12]. Одержав победу, евреи направляются к царствам Ога и Сихона (Трансиорданские царства)[13]. После победы над ними израильтяне наконец подходят к границам Ханаана.
- Второзаконие — заключительная книга Пятикнижия. Основная её часть — это наставления и пророчества сынам Израиля на все последующие поколения. Моисей подошёл к самому Иордану и мог видеть всю страну Израиля, однако, как и предсказал Господь, Моисею не было суждено вступить в неё. Книга, и всё Пятикнижие завершается смертью Моисея[14].

### Деление книг Пятикнижия
Нумерация стихов и деление книг на главы имеет нееврейское происхождение. Их источник — средневековая рукописная традиция Вульгаты. Деление книг Пятикнижия на главы ввёл в XIII веке архиепископ Кентерберийский Стефан Лэнгтон. Древнейшая рукопись, содержащая деление Лэнгтона, — Парижская рукопись Вульгаты XIII века. Из Вульгаты такое деление перешло в рукописи и издания Танаха. Деление Септуагинты, которому следует русский Синодальный перевод, имеет ряд отличий от Вульгаты в делении текста на главы и нумерации стихов.

## Происхождение Пятикнижия
Согласно традиционному взгляду, Пятикнижие в узком смысле представляет собой единый документ Божественного откровения, с начала и до конца записанного самим Моисеем. Исключением являются последние 8 стихов Второзакония (где рассказывается о смерти Моисея), относительно которых существуют 2 мнения, первое — и эти стихи также были продиктованы Богом и записаны Моисеем, второе — они были дописаны Иисусом Навином.
В Чис. 12:6—8 указывается, что способ, каким Бог общался с Моисеем, отличен от того, каким все другие пророки получали откровение, других пророков в эти мгновения покидали реальные человеческие чувства, и только Моисею откровение было дано, когда он находился в полном сознании, «устами к устам… и явно, а не в гаданиях…»; более того, «и говорил Господь с Моисеем лицом к лицу, как бы говорил кто с другом своим».
По мнению исследователей (в основном такая точка зрения восходит к немецким библеистам девятнадцатого столетия), Второзаконие отождествляется с «книгой Торы», найденной в Иерусалимском храме в 622 году до н. э. в царствование Иосии, что описано в 4Цар. 22; 4 другие книги Пятикнижия были канонизированы во времена Ездры и Неемии. «Книга Торы (Моисеевой)», введённая Ездрой в дополнение ко Второзаконию, по-видимому, включала также тексты, известные нам из книги Левит и Книга Числа. В то же время многие исследователи не разделяют эту точку зрения.
Традиционный иудаизм отвергает историко-критический подход к Пятикнижию и научно-филологический анализ текста. Масоретский текст принимается как единственная авторитетная и авторизованная версия Пятикнижия (хотя и допускается, что в этот текст могли вкрасться незначительные описки). Об установлении законоучителями господствующего чтения рассказывает мидраш: «в храме были найдены три свитка; в одном из них было написано так: […], а в двух других — так: […]; законоучители отвергли чтение первого свитка и приняли чтение двух других, и, в конце концов, единый согласный текст был передан в храмовые архивы». Особая коллегия, состоявшая на храмовом содержании, периодически проверяла текст. С великим прилежанием и любовью к своему делу последующие поколения переписчиков заботились о точном воспроизведении оригинала. Во избежание возможных ошибок при копировании текста были разработаны подробные правила для переписчиков (софер стам). Исследование библейских текстов, обнаруженных среди свитков Мёртвого моря, которые на тысячу лет старше стандартного масоретского текста, установленного в X веке Аароном Бен-Ашером, подтвердило его аккуратность и показало неправомерность многочисленных «поправок», предложенных за последние два века.
Учёные-библеисты рассматривают Пятикнижие как результат ряда редакций с использованием различных литературных источников. Использование литературных источников в процессе создания современного текста Пятикнижия наиболее наглядно в Чис. 21:14—15, где приводится цитата из «свитка войн Яхве», а также в Быт. 5, которая приводит «свиток генеалогии Адама».
Другие признаки составной структуры Пятикнижия с точки зрения библейской критики включают в себя следующие:
- Повторения. В рассказах Пятикнижия имеется около 25 случаев, когда история рассказывается в двух и более версиях (Быт. 12:10—20; 20:1—18; 26:6—11). Часто различные версии рассказа противоречат друг другу в деталях. Примерно в 50 случаях закон даётся в двух и более версиях, причём одна из версий расширяет или пересматривает другую (Лев. 11:1—47 и Втор. 14:3—20).
- Терминология. В различных частях Пятикнижия последовательно используются разные термины для некоторых названий, имён и общих понятий, причём если история повторяется дважды, то в первом варианте используется один набор терминов, а во втором варианте — другой набор.
- Связность повествования. Части текста, выделенные по повторениям и терминологии, часто представляют собой более связное повествование, чем в исходном тексте Пятикнижия.
- Теологическая концепция. Части Пятикнижия, выделенные с помощью повторений и различной терминологии, также обладают различными теологическими концепциями. Эти различия касаются концепции Бога, отношений между Богом и людьми, а также свободы воли и этических идеалов.

Наиболее известной теорией происхождения Пятикнижия является документальная гипотеза, выдвинутая немецкими учёными в XIX веке и предполагающая 4 источника-документа, объединённых в результате трёх редакций. Древние эпические источники Яхвист и Элохист, записанные в период Царств, были объединены после падения Северного царства. Впоследствии к полученному документу был добавлен третий документ — книга Второзаконие. Последним был добавлен Священнический (Жреческий) кодекс, в результате этого добавления текст Пятикнижия приобрёл современную форму. Последнюю редакцию относят к периоду после вавилонского плена.
Существуют и более радикальные гипотезы происхождения Пятикнижия. Например, представители так называемой школы библейского минимализма (англ. Biblical minimalism) утверждают, что тексты Библии написаны в эллинистический период. Одним из их аргументов является тот факт, что археологические раскопки не подтверждают фактов, изложенных в книгах Ездры и Неемии, на которых базируются многие выводы Документальной теории. Например, согласно Библии, Неемия восстановил Иерусалим и отстроил городскую стену, что произошло приблизительно в V веке до н. э. Однако по данным раскопок, Иерусалим в персидский период представлял собой крошечную деревушку размером 150×250 метров с населением не больше 400 человек, без всяких укреплений, а городская стена, приписываемая Неемии, построена только во II веке до н. э. Кроме того, нет никаких внебиблейских упоминаний о Ездре и Неемии. На этом основании минималисты делают вывод, что Ездра и Неемия являются вымышленными персонажами, а книги, названные их именами, написаны столетиями позже.

## Самаритянское Пятикнижие
Самаритяне используют свой вариант древнееврейского текста Пятикнижия, который написан палеоеврейским письмом. Большинство исследователей сходятся на том, что самаритянское Пятикнижие существовало уже в III веке до н. э. Знакомство европейских исследователей с этим Пятикнижием относится к 1616 году.
Началась дискуссия исследователей Библии о сравнительных достоинствах самаритянского и масоретских текстов Пятикнижия. Наиболее полный сравнительный анализ осуществил Г. Ф. В. Гезениус в труде «О происхождении самаритянского Пятикнижия» (на латинском языке, 1815 год): он доказал, что масоретский текст ближе к оригиналу, чем самаритянский. Последний всегда предпочитает более простые слова там, где первый даёт архаическую или сложную форму. Традиционное произношение, сохраняемое при чтении самаритянами Пятикнижия, обнаруживает близость к языку свитков Мёртвого моря. Наиболее значительное текстуальное отличие самаритянского Пятикнижия от масоретского — вставка после Исх. 20:14 и Втор. 5:18 длинного отрывка, представляющего собой главным образом стихи Втор. 11:30, 27:4. Это, безусловно, сознательное видоизменение текста, которое вместе с рядом других, менее значительных изменений призвано «подтвердить» утверждение самаритян, что гора Гризим близ Шхема — «избранное место», то есть место Храма.

## Пятикнижие в христианстве
В христианстве велись дискуссии о том, насколько заповеди Моисея, данные в Пятикнижии, могут быть применимы к христианам. В англоязычной литературе выражение Biblical Law in Christian Context также может относиться к установлениям и этическим правилам, содержащимся в Пятикнижии, в их применении к христианам, в особенности в контексте суперсессионизма (богословской теории, согласно которой отношения между Богом и христианами могут быть описаны как «замещение» или «исполнение» заветов с еврейским народом). В различных христианских конфессиях высказываются различные точки зрения — от полного отрицания какого-либо применения закона Моисея христианами, до частичного их приятия и (в различных протестантских деноминациях, например, у адвентистов седьмого дня и представителей некоторых других направлений христианства, которые утверждают, что христиане должны отмечать в качестве дня отдыха субботу, а не воскресенье — в соответствии с Пятикнижием Моисеевым) до учения о полном соблюдении христианами постановлений Пятикнижия.
Хотя христианская традиция считает Пятикнижие богодухновенным, в христианской традиции (как и в иудейской) чаще всего отрицается необходимость соблюдения всего закона Моисея христианами, но для доказательства используются различные аргументы и различные мнения о том, какие из постановлений Моисея всё же могут также относиться к христианам. Наиболее часто исключение делается для десяти заповедей, а ритуальные, церемониальные и гражданские законы считаются отменёнными.